# Kalk
Pour l’article homonyme, voir Kalk (Pologne).
Kalk (en allemand : Köln-Kalk [ˈkœln ˈkalk] ; en kölsch : Kallek [ˈkalək] ou [kalːk]) est le huitième arrondissement de la ville (Stadtviertel) de Cologne, en Allemagne. 

## Géographie
Le district de Kalk est limitrophe de Mülheim au nord, de Berg à l'est, de l'arrondissement de Porz (de) au sud et de Deutz à l'ouest.

## Histoire
Kalk a été fusionné dans la ville de Cologne en 1910, le quartier a été formé en 1975. 